# カマイラーゴ
カマイラーゴ（イタリア語: Camairago）は、イタリア共和国ロンバルディア州ローディ県カステルジェルンドにある分離集落（フラツィオーネ）。
かつては独立した自治体（コムーネ）であったが、2018年1月1日、カヴァクルタと合併し、新自治体の一部となった。

## 地理

### 位置・広がり

#### 隣接コムーネ
コムーネとしてのカマイラーゴは、以下のコムーネと隣接していた。括弧内のCRはクレモナ県所属を示す。
- フォルミガーラ (CR)
- カスティリオーネ・ダッダ
- テッラノーヴァ・デイ・パッセリーニ
- ピッツィゲットーネ (CR)
- カヴァクルタ
- コドーニョ

### 地勢・地形
- 河川：アッダ川